# PZL M-15 Belphegor

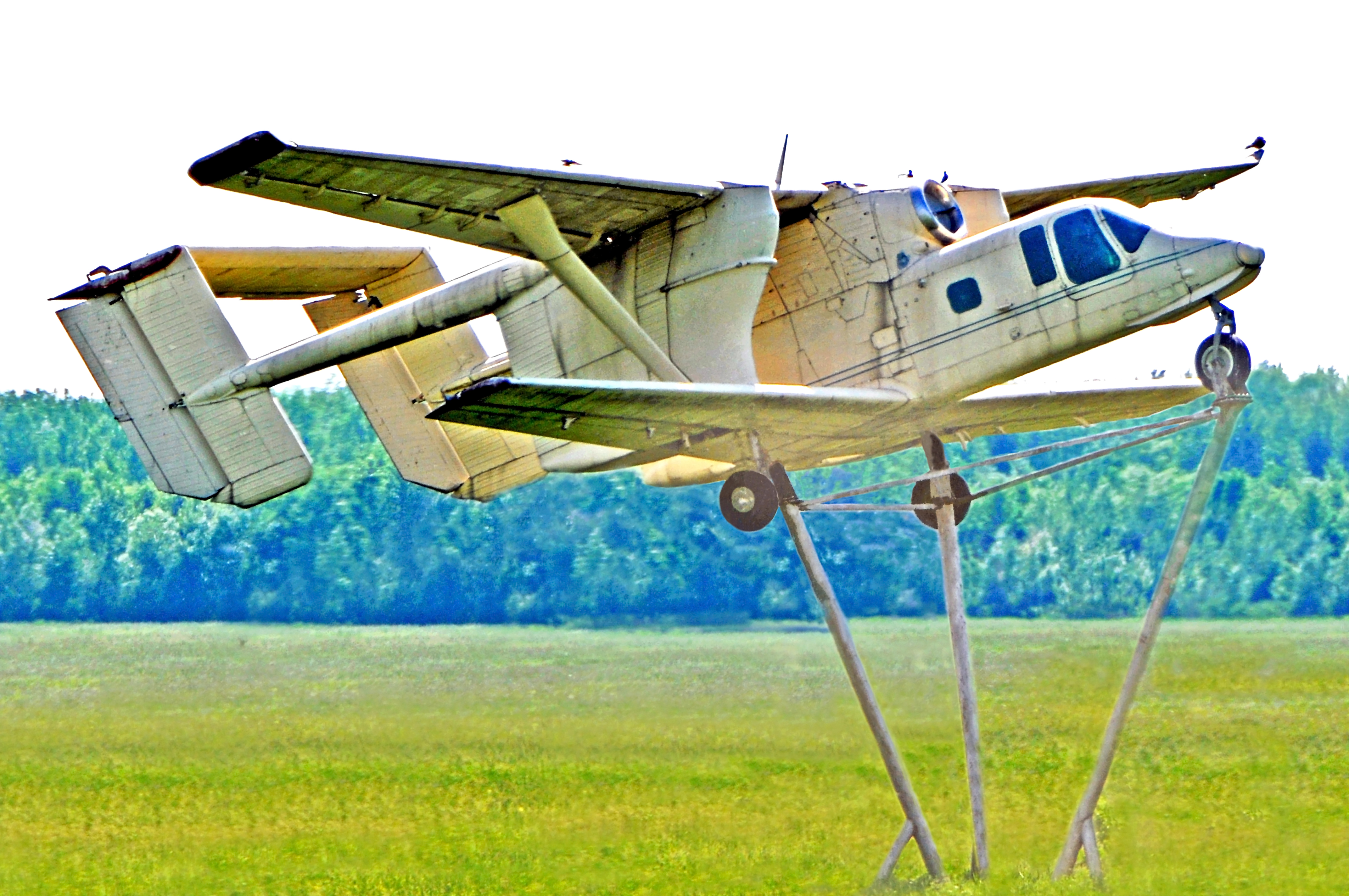
PZL M-15 Belphegor

PZL M-15 Belphegor, världens enda jetdrivna biplan som tillverkades av polska PZL-Mielec för flygbesprutning. Övre vingparet är längre än dom nedre precis som på ett annat besprutningsplan Transavia PL-12 Airtruk. Det tillverkades i sammanlagt cirka 100-175 exemplar. Såldes till Sovjetunionen i ett hundratal exemplar, tillverkningen upphörde 1981. Använde en jetmotor av samma modell som Jak-40 och L-39
Albatross.

## Filmklipp
- http://www.youtube.com/watch?v=c5BSzpmTAeI

(Börjar 4:45 min)